# 圣巴比拉广场
45°28′0.01″N 9°11′51.19″E / 45.4666694°N 9.1975528°E

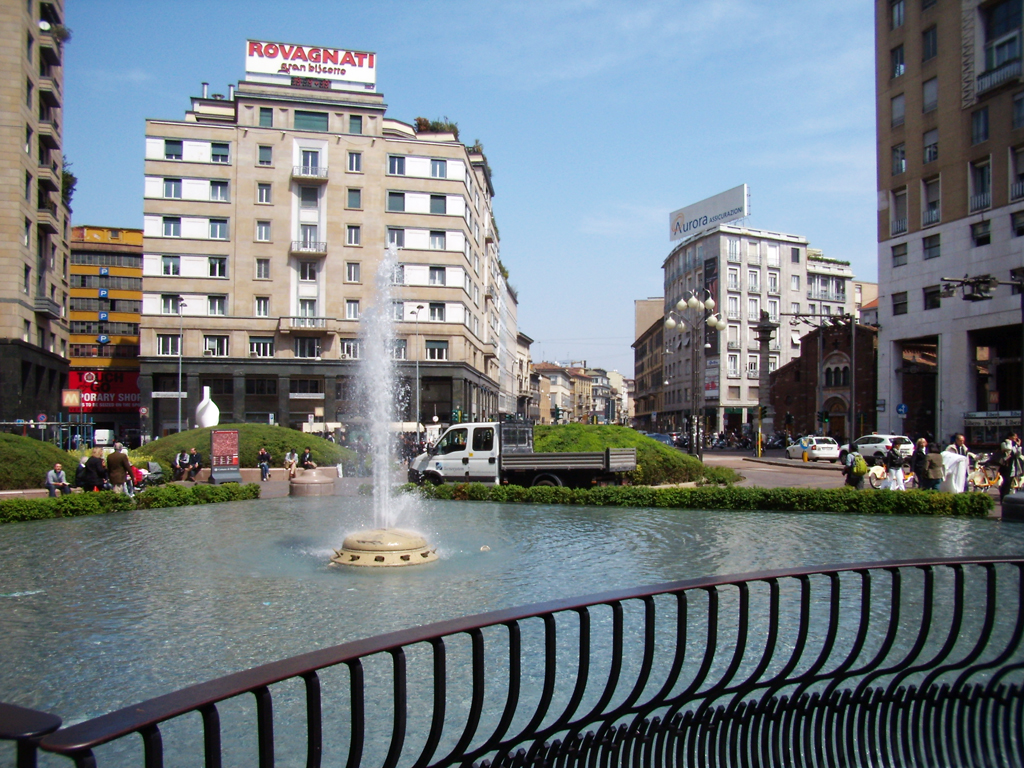
圣巴比拉广场

圣巴比拉广场（Piazza San Babila）是意大利米兰市中心的一个广场，通过維托里奥·埃马努埃莱大街（Corso Vittorio Emanuele）连接主教座堂广场。圣巴比拉广场一直被视为米兰人最喜欢的聚会场所。
大部分建筑的历史可以追溯到1930年代的法西斯时期。

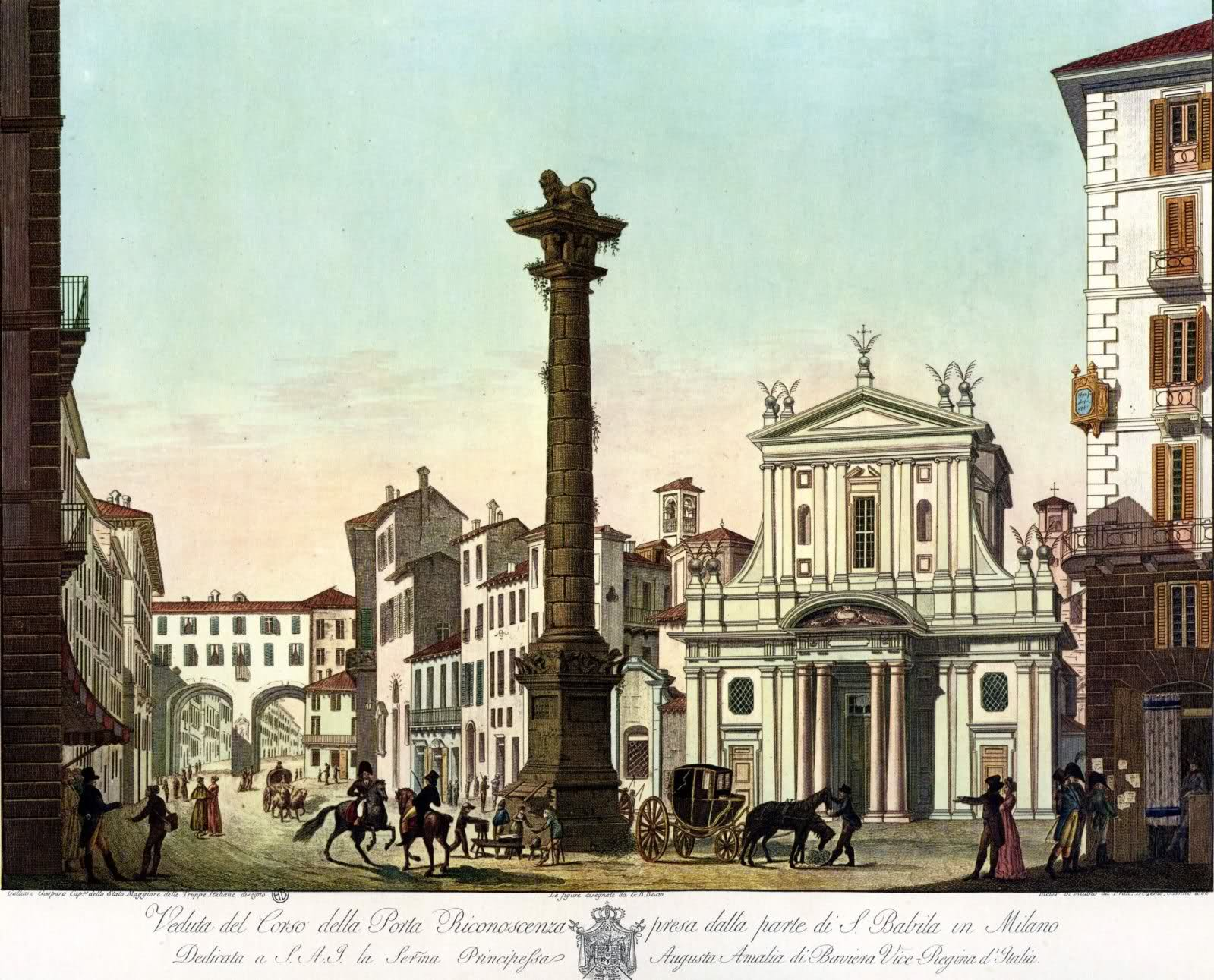
1808年